# ВГП

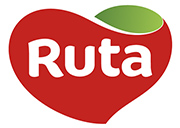
TM Ruta

«ВГП», ПрАТ (до 2008 р. «Волиньголовпостач») — керівна компанія одного з українських виробників продукції санітарно-гігієнічного призначення (серветки, туалетний папір, паперові рушники, косметичні серветки, носові хустинки), в портфелі брендів якої є торговельні марки «Ruta», «Fesko» [Архівовано 19 вересня 2016 у Wayback Machine.], «Носовичок», «Полотенечко», 100% paper, Servetta.

## Історія
На ринку України ПАТ «ВГП» (раніше — ВАТ «Волиньголовпостач») працює з 1963 р.
До початку 1990-х років підприємство було самостійним підрозділом структури постачання «Львівголовпостач».
1994 року, після реорганізації у відкрите акціонерне товариство «Волиньголовпостач», підприємство перевело свою діяльність на комерційну основу.
1998 — компанію очолило нове правління на чолі з Іллею Мірецьким. Були впроваджені прогресивна бізнес-стратегія, зосереджено сили на розвитку найперспективніших напрямах діяльності в контексті специфіки західного регіону й України загалом.
1999 — ВАТ «Волиньголовпостач» відкрило виробництво санітарно-гігієнічної продукції.
2001 — розпочато експорт продукції, перші поставки до Білорусі та Молдови
2002 — на українському ринку вперше з'явився туалетний папір ТМ «Рута»
2004 — випущено перші паперові рушники ТМ «Рута»
2005 — успішно реалізовано перші проекти в сегменті Private Label
2006 — автоматизація технологічних процесів, перше виробництво серветок на лінії лінія OMET SRL (Італія)
2008 — розпочато виробництво косметичних серветок
2011 — система якості підприємства сертифікована стандартом ISO 9001:2008
2013 — встановлено й запущено в роботу нову сучасну лінію з випуску рулонної продукції Gambini (Італія)
2014 — компанія пройшла сертифікація BSCI
2015 — участь у міжнародній виставці PLMA 2015 (Амстердам, Нідерланди); проведення масштабної рекламної ТВ кампанії
ПАТ «ВГП» не лише виробляє власну продукцію, а й працює з продуктами Private Label багатьох українських і зарубіжних корпоративних клієнтів.
Сьогодні ВГП входить у ТОП-3 компаній з продажу продукції санітарно-гігієнічного призначення в Україні, Казахстані та Білорусі. Також продукція підприємства успішно представлена на ринках країн Європи та Азії (Німеччина, Швейцарія, Нідерланди, Латвія тощо). [джерело?]

## Назва
На початку 2008 року на зборах акціонерів ВАТ «Волиньголовпостач» ухвалено перейменувати компанію на ВАТ «ВГП», а 2010 року акціонерне товариство отримало статус публічного. Обираючи нове ім'я для компанії, керівництво хотіло зберегти традиційну назву, яка присутня на ринку з початку 1960-х років, тому перевагу віддали абревіатурі «ВГП».